# アスカル (犬種)
アスカル (Askals) あるいはアスピン (Aspins)とは、フィリピンにおける雑種犬のことである。
アスカルという名は「野良犬」を意味するasong kalyeというタガログ語由来の混成語であり、実際にこうした犬が街路をうろついている様はありふれた光景である。フィリピンの動物福祉協会(PAWS) はasong Pinoy (フィリピン犬) の略語のアスピンという別の語を提唱してきた。セブアノ語では野良犬はirong Bisayaと呼ばれ、直訳すると「ビサヤ犬」あるいは「土着犬」という意味である (「Bisaya」という語は明確に「ビサヤ」を意味するわけではないが、ある特定の地を由来とする人間や動物を表す言葉である。例えば「manok bisaya」とは、ある地域を原産地とする鶏肉の品種を表す)。この語は、前述の犬が混血された犬というよりむしろ、純血の先祖をもたない非人為的な雑種犬と考えられていることをほのめかしている。そしてこの語はもっぱら、ビサヤ人の視点によるものである。というのもirong Bisayaは気質や身体的特徴において、フィリピン諸島全域に見られる他のアスカルとの違いはないからである。
身体的にはこの犬は「あらゆる形状、輪郭、そして大きさ」を含む。雌の体高が30～40cm、雄が35～48cmであり、被毛は短毛もいればもじゃもじゃの毛もいる。毛色は黒、褐色、虎斑、グレー、クリーム、白。斑点が通常しっぽの付け根や背中に、半円状で見られる。毛色が褐色であれば、鼻の色が黒である場合がある。しっぽはたいてい高く保たれ、耳はたれ耳、半立ち、あるいは完全な立ち耳である。骨の構造は標準的で、ロットワイラーのような太さはない。ジョジョ・アイソレーナによると、簡単に捕まえられる犬というのは食用になる可能性が高いため、人に飼われているアスカルは通常より内気で怯えやすい傾向にあるという。PAWSは、残虐な行為や虐待に関するある時期の通報の98％がアスカルに絡んだものであったと報告している。
時折「プル-タン」(おつまみの総称）の食材として使われるだけでなく、アスカルは家屋や農場の番犬としても育てられてきた。生来他人に対する警戒心が強く、独立的で家族を守る意識が強い。
家族に対する深い愛情があるため、幼い子供の同伴にも適している。たいていフィリピン人の飼い主は、アスカルを他の犬と交流させるために自由に街の市場や近所をぶらつかせているために、事実に反し、欧米人からは野良犬と見られてしまう。だがアスカルも、特に常に発情期の雌を探している雄は、夕暮れ前には帰ってくるよう求められる。雌犬はたいてい家にいる優秀な番犬だ。飼い主なしでぶらついている犬は、無料でプル-タンを欲しがる捕獲者の餌食に、特に雄のアスカルはなりやすいのだ。ナイフで負傷したり、足を引きずりながら帰ってくる飼い犬という話は珍しくない。アスカルは犬の捕獲者に捕らえられ食べられるのだが、この肉は azucena (asocena)と呼ばれる。Asocenaは、動物保護法として知られる共和国法律第8485号により、フィリピンでは1998年から法律で禁じられている。ただし、北部地域(カガヤン・バレー地方、イロコス地方、コルディリェラ行政地域)の土着の儀式として殺され、食される犬については対象から除外されている。首都マニラでは、マニラ首都圏委員会条例82-05により、食用のために犬を殺し、販売することを明確に禁じている。
アスピンは2013年の第一回Philippine Dog Agility Championships(フィリピン・ドッグ・アジリティ選手権)への出場が認められた。また、パサイ市で開催された2015 Pet Express Doggie Runではアスピンが特集された。ジルダ・コルデロ・フェルナンドのエッセーの中では主役として扱われている。アスピンは、沿岸警備隊で嗅覚により爆発物や麻薬を識別する訓練を受けている。

## 有名なアスピン
- カバン（英語版）　このアスピンは、2人の子供を救出する過程で鼻を失った[4]。
- ダグル　North Shore Animal League of Americaの Lewyt Award for Heroic Compassionate Animals (英雄的で心優しい動物賞) を受賞した[9]。